# Parnassusweg
De Parnassusweg is een straat in het Amsterdamse stadsdeel Zuid. De straat is in 1929 vernoemd naar het Griekse gebergte Parnassus.
De weg begint bij het Olympiaplein en liep aanvankelijk tot aan de Stadionkade. In de jaren vijftig werd de weg verlengd richting Buitenveldert en liep tot de ringweg van Amsterdam, de A10. Vanaf de onderdoorgang van de Ringweg-Zuid heette het verlengde Buitenveldertselaan. 
Het toenmalige stadsdeel Zuideramstel besloot in 2015 in verband met de ontwikkeling van de Zuidas het gedeelte van de Buitenveldertselaan  tussen de viaducten en de De Boelelaan vanwege betere naamsbekendheid ook Parnassusweg te noemen. Dat leverde weinig problemen, omdat hier nog geen huizen of bedrijven stonden

## Karakter
De straat is breed van opzet en vormt een van de belangrijkste doorgaande wegen richting Buitenveldert, de meest zuidelijke wijk van Amsterdam. Ook is de Parnassusweg een route om de kantoren van de Zuidas te bereiken, aan het einde van de straat, bij de Ringweg-Zuid.
Het noordelijke deel van de Parnassusweg heeft voornamelijk een woonfunctie, er zijn in het middendeel ook twee winkelblokken. Vanaf de Prinses Irenestraat tot aan de Ringweg-Zuid heeft de weg een snelwegachtig aanzien doordat de weg sinds de aansluiting op de Strawinskylaan in 1972 verhoogd is terwijl fiets- en voetpaden zich lager bevinden.
Ten zuiden van de Strawinskylaan rijdt sinds 2008 tramlijn 5 over de weg. In 2020 is tramlijn 25 erbij gekomen.

## Markante punten
- Over het het Zuider Amstelkanaal ligt de Parnassusbrug.
- Ten zuiden van de brug liggen twee flatgebouwen langs de straat, met schuin daarachter een 60 meter hoog gebouw speciaal voor bedrijven: de Parnassustoren aan de Locatellikade. In de beide gebouwen aan de Parnassusweg bevinden zich appartementen. Het onderste gedeelte van de flats was jarenlang een advocaten- en notarissenkantoor, maar was later in gebruik bij de nabijgelegen rechtbank. De sectoren civiel en kanton waren hier gevestigd. De twee flatgebouwen worden over de weg met elkaar verbonden door een bruggebouw, waar het verkeer onderdoor rijdt. Tot het faillissement in 1981 was hier Van Gelder Papier gevestigd.
- Op de nummers 220 t/m 228 staan sinds 1975 de torens van de Gerechtelijke Organisatie Amsterdam. Hier was tot 2021 de Rechtbank Amsterdam gevestigd. Wegens ruimtegebrek waren de sectoren civiel en kanton verplaatst naar de eerdergenoemde gebouwen op nummer 128. Na ingebruikname van de nieuwbouw van de rechtbank aan de Parnassusweg 280 is dit gebouw vrijgekomen. De nieuwe bestemming wordt een nieuw museum met hedendaagse kunst.[3]
- In 2021 werd aan de Parnassusweg, grenzend aan de Ringweg-Zuid, het nieuwe gebouw Parnassusweg 280 in gebruik genomen voor de Rechtbank Amsterdam. In november 2020 werd op het voorplein het beeld Love or generosity van Nicole Eisenman geplaatst ter gelegenheid van de oplevering van deze nieuwbouw.